# Zettling
Zettling är en ort i Österrike. Den ligger i kommunen Premstätten i förbundslandet Steiermark, 160 kilometer sydväst om huvudstaden Wien. Orten var till och med 2014 huvudort i kommunen Zettling som även omfattade orterna Bierbaum och Laa.